# جون إينغليز (مدير فني)
جون إينغليز (بالإنجليزية: John Inglis)‏ هو مدير فني أمريكي، ولد في 4 سبتمبر 1887 في تروي في الولايات المتحدة، وتوفي بنفس المكان في 6 أكتوبر 1918.